# فرانسيس كيرنكروس
السيدة فرانسيس آنا كيرنكروس، تملك العديد من الألقاب من ضمنها (رتبة فروسية الإمبراطورية البريطانية "DBE" وزمالة الجمعية الملكية بأدنبرة "FRSE" وأستاذ في إكاديمية العلوم الاجتماعية"FAcSS"). وُلدت في 30 أغسطس لعام 1944 في مدينة أوتلي، إنجلترا وهي اقتصادية وصحافية وأكاديمية بريطانية.  وتعمل كأستاذ في كلية السياسية العامة بجامعة كاليفورنيا بلوس أنجلوس. وكانت عضوة في اللجنة التنفيذية في معهد الدراسات المالية. ومن عامي 2004 حتى 2014، شغلت منصب عميدة في كلية إكستر بمدينة أكسفورد. وما زالت تعمل، منذ عام 2015، في منصب رئيسًا بجامعة هيروت وات.

## تعليم وحياتها الشخصية
وُلدت فرانسيس من أم تدعى ماري فرانسيس (سابقا جلين) والأب يدعى السير ألكسندر كيركلاند كيرنكروس ويعمل في مجال الاقتصاد. وتعلمت في مدرسة «لوريل بانك» في غلاسكو، وحصلت على درجة الماجستر في التاريخ في كلية سانت آنا بأكسفورد وذلك في عام 1965. كما إنها تابعت دراستها للحصول على درجة الماجستر في الاقتصاد بجامعة براون في بروفيدنس (رود آيلاند). وقد حصلت على الكثير من الدكتوراه الفخرية من عدة جامعات من ضمنها كلية الثالوث بدبلن، وسيتي، وغلاسكو، وبرمنغهام، وبرستل، وكارديف، ولوفبرا، وكينغستون. وأضحت أستاذ زميل في كلية سانت آنا في عام 1993.
وتزوجت فرانسيس من الصحفى هاميش ماكراي في عام 1971، وأنجبوا بنتان. كان عمها، يدعى جون كيرنكروس، مسئول استخباراتي وجاسوس وعميل مزدوج وأيضا مترجم في الآداب. أما أخوها يدعى ساندي يعمل كعالم في علم الأمراض.

## حياتها المهنية
عملت فرانسيس في جريدة «ذا تايمز» (1967-1969)، وجريدة «ذا بنكر» (1969)، وجريدة «ذا أوبزرفر» (1970-1973). ومن عام 1973 حتى عام 1984، كانت تعمل كمرسلة اقتصادية في جريدة «الغارديان» من فترة 1973 حتى 1981 وكمحررة في صفحة تخص المرأة من 1981-1984. وبعد ذلك انضمت إلى فريق عمل جريدة «ذي إيكونوميست» في عام 1984 في تغطية شئون البيئة والإعلام والسياسة العامة.  كما عملت في الجريدة ذاتها كمحررة إدارية من عامي 1999 حتى 2004.
وترأست مجلس الاقتصاد والأبحاث الاجتماعية بين عامي 2001 حتى 2007 وكانت رئيسًا لجمعية العلوم البريطانية من 2005 حتى 2006.
ونشرت كتابًا بعنوان (The Company of the Future) (رقم الكتاب المعياري الدولي 1861974051) من جامعة هارفرد للإدارة قسم الصحافة  في عام 2008. وفي مارس لعام 2003، حصلت على جائزة من معهد مراجعي الحسابات الداخلية السنوي للأعمال الإدارية وإدارة الصحافة. كما ألفت كتابًا تحت عنوان (The Death of Distance) (ISBN 0875848060)، عبارة عن دراسة الآثار الاقتصادية والاجتماعية لثورة الاتصالات العالمية والذي نشر في عام 1997 وأعادت نشر الكتاب بنسخة جديدة في عام 2001.
وكانت فرانسيس عميد كلية إكستر بأكسفورد من أكتوبر 2004 حتى أكتوبر 2014.
كما كانت مديرة غير تنفيذية لشركة سترامونجات غير محدودة منذ عام 2005 حتى عام 2011 ومقدمة إذاعية في راديو بي بي سي 4 لبرنامج تحت عنوان "Analysis". وفي عام 2005 حتى 2005، شغلت فرانسيس منصبًا فخريًأ في مهنة مأمور رفيع مستوى لبريطانيا العظمى. ومنذ عام 2005، تعمل فرانسيس في منصب رئيس جامعة هاريوت وات.

## جدل
في يناير لعام 1988، فرانسيس كيرنكروس وماري ألن سينن كتبتا مقالة أخبارية في جريدة «ذي إيكونوميست» مصورا جمهورية إيرلندا بأنها دولة بيرواقراطية وفقيرة. شكل هذا المقال غضبأ في حكومة إيرلندا كانت فيانا فايل رئيس الحكومة أنذاك. وانتقدت وزارة الخارجية الإيرلندية كذلك المقالة بأنها أسات سمعة وصورة إيرلندا في الخارج.

## جوائز
حصدت فرانسيس على العديد من الجوائز والدرجات الفخرية من عدة جامعات ومن ضمنها:
- دكتوراه فخرية في الآداب من جامعة جلاسكو (2001)
- دكتوراه فخرية في العلوم من جامعة برمنغهام (2002)
- جائرة المرأة الأوروبية للإنجازات (2002)
- زمالة الجمعية الملكية بأدنبرة (2003)
- زمالة فخرية من كلية سانت بيتر بأكسفورد (2003)
- درجة فخرية من جامعة لوفبرا (2003)
- درجة فخرية من جامعة لندن (2003)
- رتبة الإمبراطورية البريطانية (2004)
- درجة فخرية من جامعة كرديف (2004)
- درجة فخرية من جامعة برستل (2004)
- دكتوراه فخرية في فلسفة من جامعة لندن الحضرية (2004)
- درجة فخرية من كلية الثالوث بدبلن (2005)
- دكتوراه فخرية في إدارة الأعمال من جامعة كينغستون (2005)
- زمالة فخرية من الجمعية الملكية للآداب (2006)
- درجة فخرية من جامعة يورك (2011)
- رتبة سيدة من الإمبراطورية البريطانية (2015)
- زمالة في أكاديمية العلوم الاجتماعية (2016)[14]
- ميدالية من رئيس من الأكاديمية البريطانية (2018)[15]